# Pyros
Pyros est un ours brun introduit dans les Pyrénées en 1997 et originaire de Slovénie où il est né en 1988.
Relâché le 2 mai 1997, ce très gros plantigrade (235 kg lors de sa capture) est le mâle dominant depuis son arrivée.
Il possède un territoire gigantesque qui s'étend du Val d'Aran jusqu'à Couflens, soit près de 1 000 km2 de territoire selon les années.
Depuis son arrivée en 1997, Pyros est le mâle dominant et celui qui s'est le plus reproduit et le restera pendant 15 ans. Depuis 2013, d'autres ours mâles participent enfin à la reproduction, même si la plupart de ces nouveaux reproducteurs descendent de lui. Il est le père de 80 % des oursons nés dans les Pyrénées dans les vingt années suivant son arrivée. Il est notamment le père de Caramelles et Boutxy (1997).
Il n'est plus localisé depuis avril 2017, ayant atteint l'âge de 29 ans, il se pourrait que l'ours soit mort. Deux ans après, il est officiellement considéré comme disparu.

## Descendance
Pyros a eu au moins trente-deux descendants directs dans les Pyrénées, entre 1997 et 2017, leur liste est donnée dans le tableau suivant.
Le signe * dans la colonne « Année de mort » signifie que l'ours a été repéré vivant en 2019. Les lignes en gris foncé indiquent les ours dont la mère est elle-même fille ou descendante de Pyros. Sauf exceptions, les données sont issues de l'arbre généalogique présenté dans Sentilles et al. 2020, p. 45.
| Nom         | Année de naissance | Année de mort | Sexe (F/I/M) | Mère        |
| ----------- | ------------------ | ------------- | ------------ | ----------- |
| Kouki       | 1997               |               | M            | Ziva        |
| Caramelles  | 1997               | *             | F            | Mellba      |
| Boutxy      | 1997               |               | M            | Mellba      |
| Ourson      | 2001               |               | I            | Caramelles  |
| Caramellita | 2002               | *             | F            | Caramelles  |
| S1Slo4      | 2002               |               | M            | Caramelles  |
| S4Slo1      | 2004               |               | M            | Caramelles  |
| Ourson      | 2004               |               | M            | Caramelles  |
| Bonabé      | 2006               | *             | M            | Caramelles  |
| Moonboots   | 2006               | 2015 ou après | M            | Caramellita |
| Nheu        | 2009               | *             | F            | Hvala       |
| Noisette    | 2009               | 2014 ou après | F            | Hvala       |
| Floreta     | 2010               |               | F            | Bambou      |
| Pélut       | 2010               | *             | M            | Caramelles  |
| Plume       | 2010               | *             | F            | Caramelles  |
| Boavi       | 2010               | *             | F            | Caramellita |
| Fadeta      | 2010               | *             | F            | Bambou      |
| S15Slo1     | 2011               |               | F            | Pollen      |
| Soulane     | 2011               |               | F            | Hvala       |
| Callisto    | 2011               | *             | F            | Hvala       |
| Pépite      | 2011               | *             | M            | Hvala       |
| Patoune     | 2012               | 2017 ou après | F            | Bambou      |
| Bouba       | 2012               | 2014 ou après | M            | Bambou      |
| Isil        | 2012               | *             | F            | Caramelles  |
| Alos        | 2012               |               | I            | Caramelles  |
| Ourson      | 2013               |               | F            | Caramellita |
| S28Slo3     | 2014               | 2016          | F            | Fadeta      |
| Auberta     | 2014               | 2014          | F            | Fadeta      |
| Boet        | 2014               | *             | M            | Caramelles  |
| Esmolet     | 2014               | *             | M            | Caramelles  |
| S29Slo8     | 2016               |               | M            | Caramelles  |
| S29Slo3     | 2016               |               | F            | Caramelles  |

En dehors de Pyros, seuls cinq mâles reproducteurs sont attestés dans les Pyrénées entre 2006 et 2019 inclus. Le seul mâle s'étant reproduit sur cette période sans être descendant de Pyros est Balou qui a eu avant de mourir en 2014 un seul ourson : Cachou (2015-2020), dont la mère est Plume, à la fois fille et petite-fille de Pyros. Les autres sont Moonboots, Boet et Pépite, tous trois fils de Pyros, et Flocon, fils de Moonboots et Hvala.
Visualiser la lignée de Pyros sous forme de graphe